# الجری
الجری (به اسپانیایی: Algerri) یک منطقهٔ مسکونی در اسپانیا است که در نوگورا واقع شده‌است. الجری ۵۴٫۳ کیلومتر مربع مساحت دارد ۳۴۵ متر بالاتر از سطح دریا واقع شده‌است.